# Krajevna skupina
Krajévna skupína (tudi Lokálna játa/~) je skupina galaksij, ki med drugim vključuje tudi Mlečno cesto. Sestavlja jo več kot 54 galaksij. Njeno gravitacijsko središče leži nekje med Mlečno cesto in Andromedino galaksijo. Premer Krajevne skupine je 10.000.000 svetlobnih let (3.100.000 parsekov). Ima binarno razporeditev, njena masa pa je ocenjena na 1,29 ± 0,14 · 1012 M☉, hitrost razširjanja pa je 61 ± 8 km/s. Jata je del Nadjate v Devici (imenovane tudi Krajevna nadjata).
Najmasivnejši članici jate sta Mlečna cesta in Andromedina galaksija. Obe imata svoje satelitske galaksije.

## Zgodovina
Izraz Krajevna skupina je uveljavil Edwin Powell Hubble v četrtem poglavju svoje knjige The Realm of the Nebulae. Po upoštevanju zmanjševanja navideznega sija je predpostavil, da so njene članice Mlečna cesta, Andromedina galaksija, Galaksija v Trikotniku, Veliki Magellanov oblak, Mali Magellanov oblak, Messier 32, NGC 205, NGC 6822, NGC 185, IC 1613 in  NGC 147. Kot možno članico Krajevne skupine je označil tudi IC 10.